# Katzenbach (Morsbach)
Katzenbach ist ein Ortsteil von Morsbach im Oberbergischen Kreis im südlichen Nordrhein-Westfalen innerhalb des Regierungsbezirks Köln.

## Lage und Beschreibung
In ländlicher, waldreicher Umgebung liegt Katzenbach am südlichsten Zipfel des Oberbergischen Kreises. Die Städte Gummersbach (38 km), Siegen (35 km) sowie Köln (75 km) sind in wenigen Autominuten zu erreichen.
Benachbarte Ortsteile sind Flockenberg im Norden, Siedenberg im Osten, Volperhausen im Süden und Appenhagen im Westen. 

## Geschichte

### Erstnennung
1562 wurde der Ort das erste Mal urkundlich erwähnt, und zwar „Verzeichnis von Personen, die Bede schuldig geblieben sind.“ 
Die Schreibweise der Erstnennung war In der Katzenbach.

## Freizeit

### Vereinswesen
- Dorfgemeinschaft Katzenbach